# Bi Ribeiro
Felipe de Nóbrega Ribeiro, más conocido como Bi Ribeiro (30 de marzo de 1961 Brasilia), es un músico brasileño; conocido por ser el bajista bajista del grupo de rock Os Paralamas do Sucesso. Se le atribuye el nombre del grupo, escogido según él, por ser lo más ridículo posible.

## Biografía
Nació en Brasilia, el día 30 de marzo de 1961, hijo del diplomático Jorge Carlos Ribeiro. Bi conoció a Herbert Vianna en la universidad, y una vez que terminaron sus estudios se mudaron a Río de Janeiro.
Convencido por Herbert, Bi decidió comprar un bajo en Inglaterra. Los dos formaron una banda junto al baterista Vital Días (substituido luego por João Barone, los cuales ensayaban en la casa de la abuela de Bi, Ondina.
Bi acostumbra a colaborar con las melodías, generalmente junto a Herbert.
Tiene dos hijos, Teresa y Tito.

## Trabajos paralelos
Bi fundo una banda llamada Reggae B, un proyecto en homenaje a Bob Marley, en 2001. Además de él, los miembros de este grupo son João Fera (de los Paralamas) y Jean Pierre (ex Cidade Negra) en los teclados, Cláudio Menezes (AfroReggae) en la guitarra, Marlon (Vitória Régia) y Bidu Cordeiro (de los Paralamas) en la percusión, Ronaldo Silva en la batería, Valnei Ainê (Negril) como vocalista, y Gustavo Black Alien (ex Planet Hemp).
Entre los grupos donde toco están:
- Raimundos, canción "Me Lambe", disco "Só no Forévis"(1999).
- Pedro Luís e a Parede, canción "Brasileiro em Tóquio", disco "É tudo um real".
- Charly García, canción "Parte de La Religión".
- Jorge Ben Jor, canción "Homem de Negócio" (con Herbert, Barone, y Jorge Ben Jor).
- Vinny, regrabación de "Romance Ideal", del disco "A Mais Perfeita Forma de Amor".
- Marcelinho da Lua, bajo el título del disco "Tranqüilo".

- Datos: Q4902388
- Multimedia: Bi Ribeiro / Q4902388